# 丽君街道
丽君街道是中华人民共和国广西壮族自治区桂林市秀峰区下辖的一个街道。

## 行政区划
丽君街道下辖8个居委会，分别是：
甲山社区、桃花江社区、骝马山社区、丽君社区、中隐社区、丽狮社区、九岗岭社区、蓖子园社区。